# 僕が見たかった青空の「青天のヘキレキ!」
『僕が見たかった青空の「青天のヘキレキ!」』（ぼくがみたかったあおぞらの せいてんのヘキレキ）は、文化放送で2023年10月より放送されている僕が見たかった青空のラジオ番組である。

## 概要
僕が見たかった青空にとって初の冠レギュラーラジオ番組である。現在は、月替わりでMCを務めるメンバー1名と週替わりでメンバー2名が出演している。
番組開始から2024年9月29日までは、「普通のアイドルラジオに留まらない放送を」というコンセプトのもと、週替わりで出演するメンバー2名の他に、「ディレクター（D）」と称したメンバー1名がスタジオ外からトークバックや効果音を駆使し番組を演出するという構成で放送されていた。

## コーナー
僕が読みたかったふつおた
リスナーから届いたふつうのおたよりを紹介するコーナー。
僕青ハイパーインタビュー
リスナーから送られてきた一風変わった質問にメンバーが頭をフル回転させて答えていく、ハイパーなインタビューコーナー。
待って、ヤバくない？
嬉しいことやテンションの上がることがあって、思わず誰かに「待って、ヤバくない？」と伝えたくなった出来事を募集するコーナー。
令和のあるあるジャッジメント
令和のアイドル・僕が見たかった青空のメンバーが共感できるあるあるを考えるコーナー。メンバーが共感できたら「令和のあるある」と認定される。
勝手にパーソナルカラー診断
イエベ春・イエベ秋・ブルベ夏・ブルベ冬の4種類それぞれのパーソナルカラーを持つ人の性格や特徴を勝手なイメージで診断するコーナー。
メンバーリクエストソング
週替わりで出演するメンバーがリクエストした楽曲を選曲理由と共に紹介する。

### 過去のコーナー
青空架空考察班
リスナーが考えたさまざまなジャンルの架空のアレコレについて、僕青メンバーが必死に想像を膨らませ、考察していくコーナー。
この人、助かるー!
学校や仕事先、日常生活で、もしこんなことをしてくれる人がいたら助かるな〜という絶妙にありがたい存在について考えるコーナー。僕青メンバーが想像し「助かる!」のか「必要ない!」のか判断する。
メンバーについて考える
メンバーがディレクター役を務めるメンバーの個性や魅力を考えるコーナー。

## 放送時間
現在のネット局
| 放送期間        | 放送時間                              | 放送局         | 対象地域   | 備考   |
| --------------- | ------------------------------------- | -------------- | ---------- | ------ |
| 2023年10月3日 - | 火曜 2:30 - 3:00（月曜26:30 - 27:00） | 文化放送（QR） | 関東広域圏 | 制作局 |

過去のネット局
| 放送期間                      | 放送時間         | 放送局               | 対象地域   | 備考       |
| ----------------------------- | ---------------- | -------------------- | ---------- | ---------- |
| 2023年10月3日 - 2024年3月26日 | 火曜 2:00 - 2:30 | 東海ラジオ放送（SF） | 中京広域圏 | 同時ネット |